# Acacia alexandri
Acacia alexandri é uma espécie de leguminosa do gênero Acacia, pertencente à família Fabaceae.